# لكطاطمة (أولاد بوعنان)
لكطاطمة هو دُوَّار يقع بجماعة لبخاتي، إقليم آسفي، جهة مراكش آسفي في المملكة المغربية. ينتمي الدوّار لمشيخة أولاد بوعنان التي تضم 17 دوار. يقدر عدد سكانه بـ 604 نسمة حسب الإحصاء الرسمي للسكان والسكنى لسنة 2004.

## روابط خارجية
- البوابة الوطنية للجماعات الترابية نسخة محفوظة 12 مارس 2018 على موقع واي باك مشين.
- المندوبية السامية للتخطيط